# Bartolomeo Valiani
Bartolomeo Valiani (Pistoia, 12 marzo 1793 – Pistoia, 5 dicembre 1851) è stato un pittore italiano.

## Biografia

### I primi anni
In giovane età si recò da Pistoia a Bologna per formarsi come pittore dallo zio Giuseppe Valiani, già inserito nell'ambiente artistico locale. Lo zio era così conosciuto tanto da essere nominato Principe dell'Accademia Clementina. In questa istituzione avvenne la formazione artistica di Bartolomeo. Fu qui che il giovane pittore imparò il disegno architettonico e la quadratura, vincendo per due volte, rispettivamente nell’anno 1797 e nel 1799, il premio Marsili Aldrovandi. La sua partecipazione ai concorsi accademici proseguì per altri undici anni. Gli anni di studio continuarono. Successivamente Bartolomeo si trasferì a Roma con l’intento di perfezionare ulteriormente il suo stile presso Pietro Fancelli dell'Accademia Clementina, il quale lo introdusse e indirizzò verso la tecnica ad affresco e ai soggetti sacri. Dopo questa esperienza a Roma fece tappa a Parma, città fondamentale per la sua formazione, dove studiò il Correggio un autore che stimava profondamente.

### Il rientro a Bologna

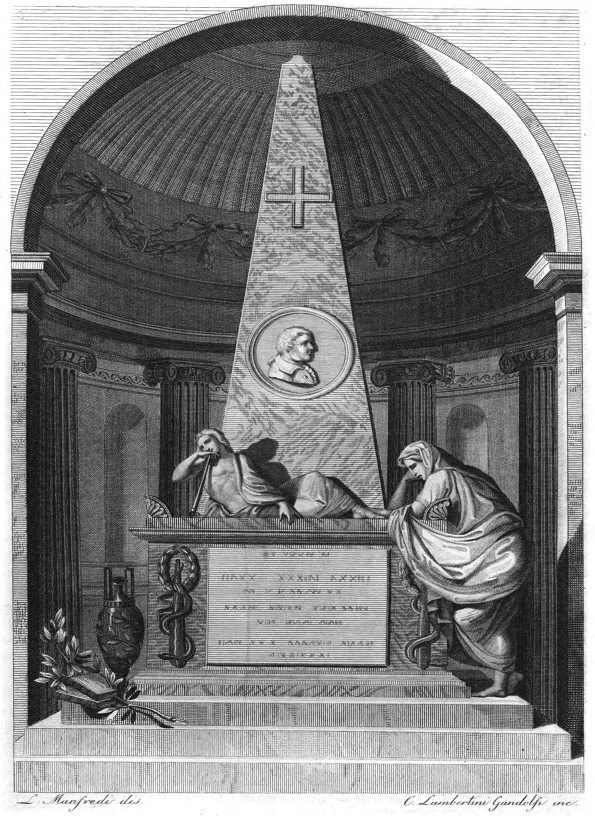
Il monumento funebre di Carlo Mondini.

Rientrato a Bologna, la città che aveva dato inizio alla sua formazione, Valiani eseguì alcune commissioni locali.  Al rientro bolognese seguì il definitivo trasferimento a Pistoia per insegnare disegno nel collegio Forteguerri, una delle istituzioni più importanti della città. 
A cavallo tra gli anni 1803 e 1804 Bartolomeo ottenne ancora una volta una commissione bolognese. Fu una delle più importanti: si trattava di collaborare alla decorazione della Certosa di Bologna e alla progettazione del monumento funebre a Carlo Mondini, affiancando l'ornamentista Petronio Rizzi. Non fu l’unico episodio: Valiani si affiancò spesso ad altri artisti in questo periodo, seguendo quella che era ormai una tradizione consolidata di suddivisione dei compiti all'interno di un'unica commissione. 
Nel 1805 lavorò nel grande cantiere di palazzo Gozzadini, questa volta insieme a Basoli e Palagi, sostituendo quest'ultimo che si era trasferito a Roma. La sua attività da quel momento fu molto prolifica, tanto che eseguì figure ed ornati anche nella villa Albergati di Zola Predosa, dove intervenne nelle stanze insieme allo zio Giuseppe.
Sempre al 1805 si deve il suo intervento come figurista in casa Fabri a Bologna.

### I lavori nella città di Pistoia
A Pistoia e più precisamente a Larciano, realizzò un affresco per la Pieve di San Silvestro nella piazza di Larciano Castello raffigurante ‘San Silvestro che battezza Costantino’ che si trova ancora adesso al centro del coro. Lavorò poi all’affresco della volta di una sala in villa Ippoliti, raffigurante l’unione di Bacco e Arianna. 
Nel corso della sua breve carriera, Valiani realizzò un significativo catalogo di affreschi, pale d’altare e decorazioni tra Bologna e Pistoia. È proprio in questo percorso che si percepisce un continuo aggiornamento del pittore ai mutamenti dell'epoca tanto che, nella sua opera dipinta nel Teatro dei Risvegliati di Pistoia, La disfida di Barletta del 1842, si avverte un avvicinamento agli ideali romantici. Morì a Pistoia il 5 Dicembre 1851. Durante alcuni lavori di restauro nel maggio del 2008 alcuni affreschi di Bartolomeo Valiani sono stati riportati alla luce nella chiesa di Sant’Atanasio all’Orsigna.

## Galleria d'immagini

Opere di Bartolomeo Valiani
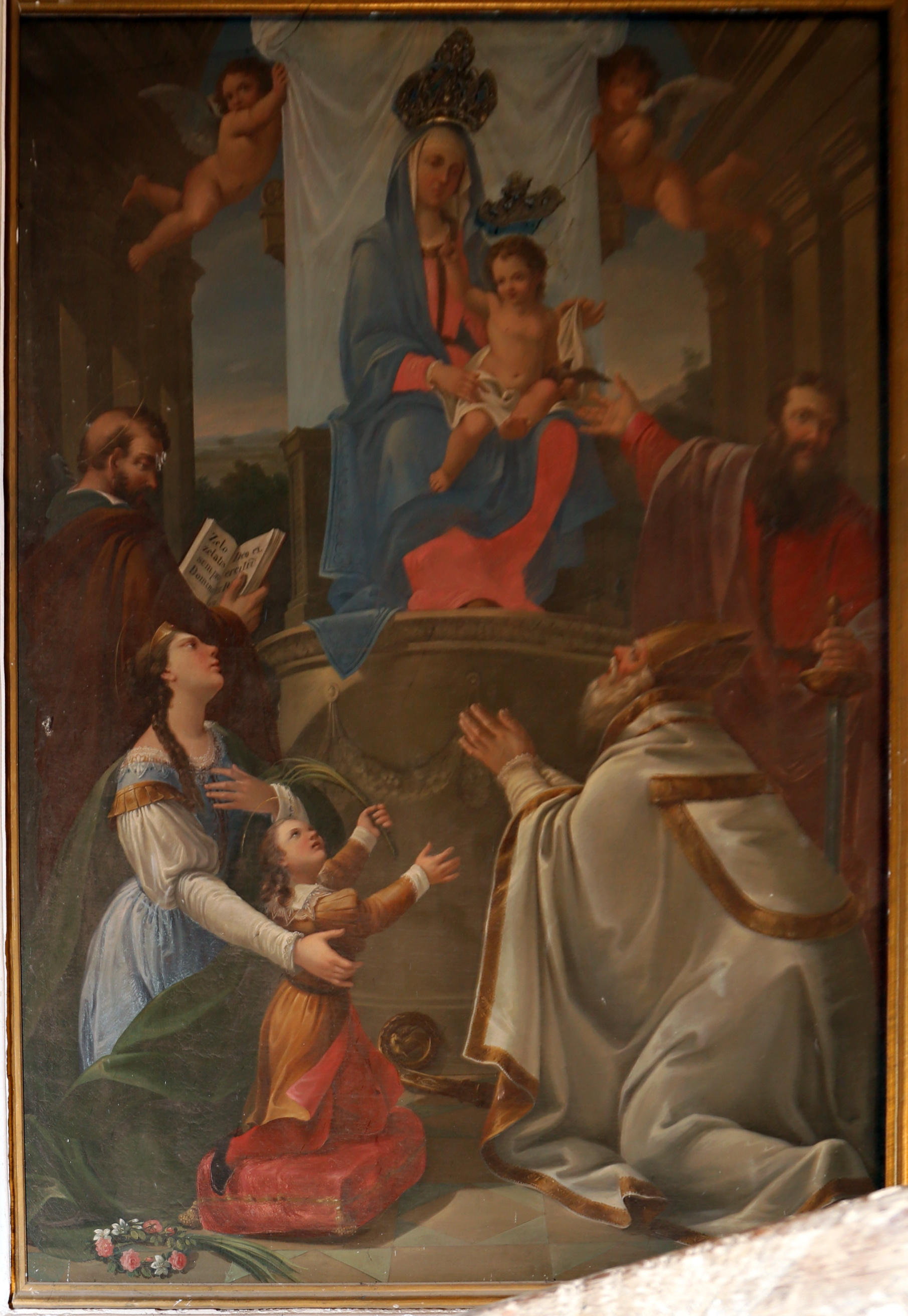
Santi in preghiera alla Madonna col Bambino, 1800-50 ca.
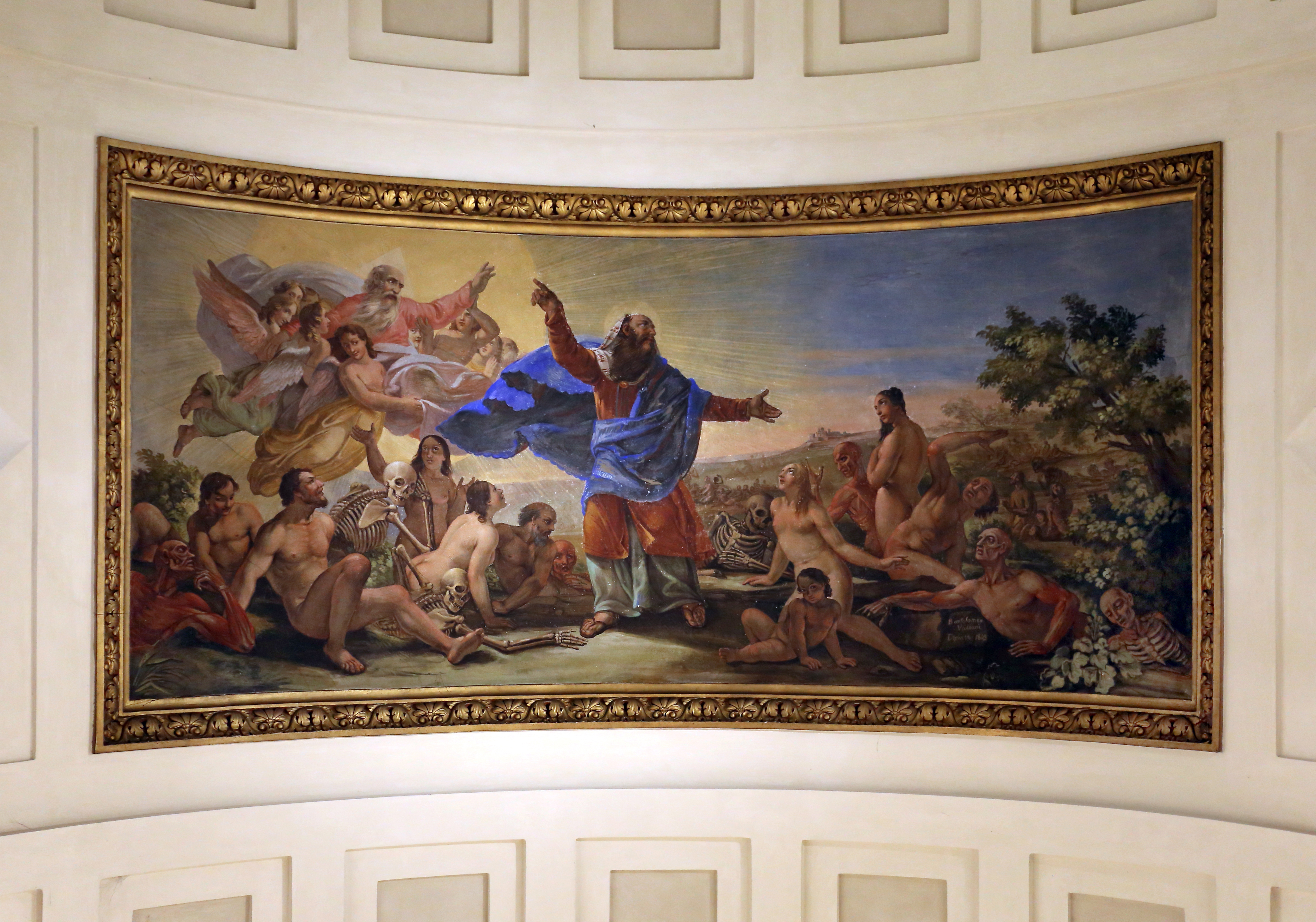
Visione di Ezechiele, Duomo di Pistoia, 1843
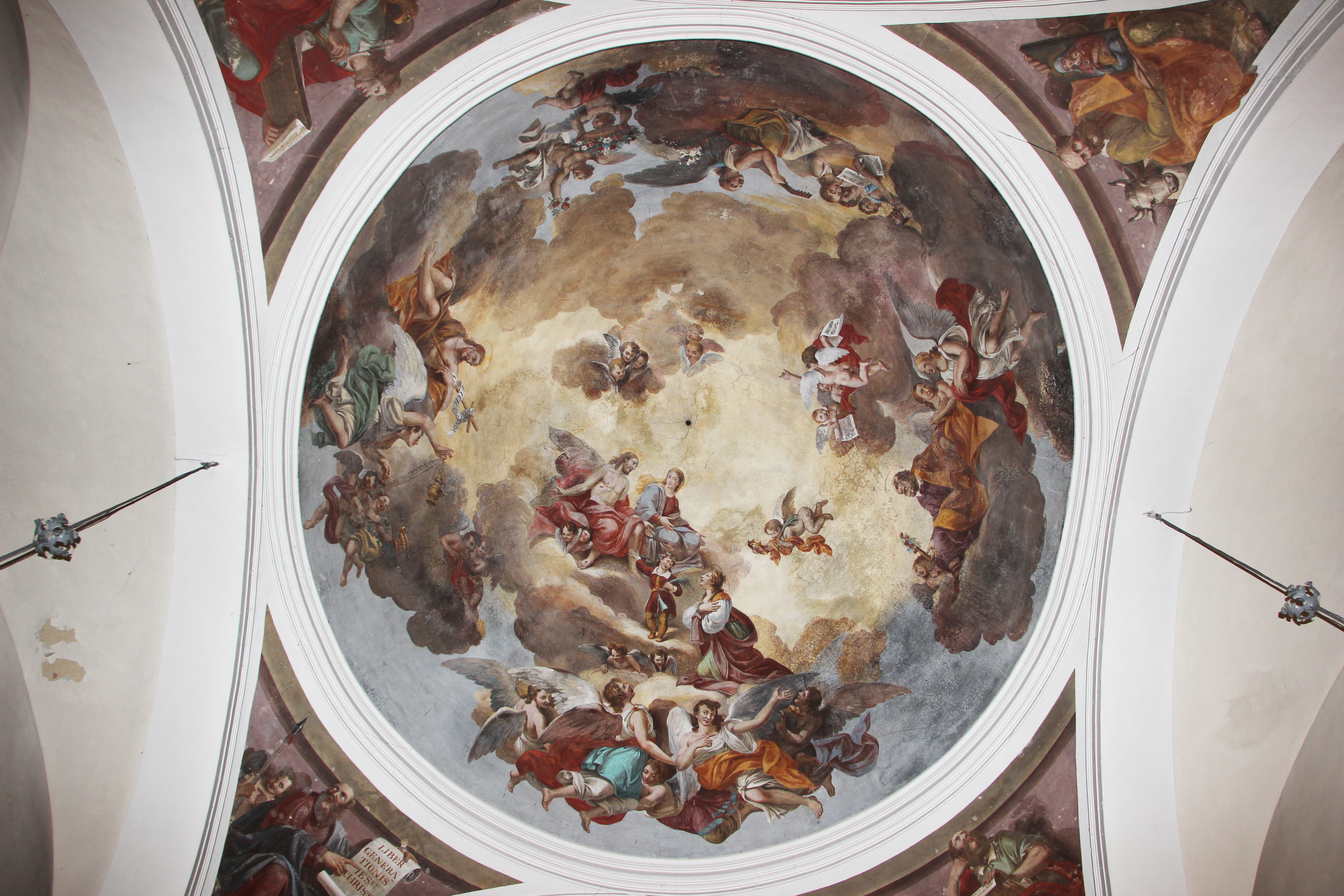
Affresco della cupola della pieve di San Quirico, Pescia